# Super Mario Bros. - Peach-hime kyushutsu dai sakusen!
Super Mario Bros. - Peach-hime kyushutsu dai sakusen! (スーパーマリオブラザーズ ピーチ姫救出大作戦!?, Sūpā Mario Burazāzu: Piichi-hime Kyūshutsu Dai Sakusen!, lett. "Super Mario Bros. - La grande missione per salvare la Principessa Peach!") è un film d'animazione giapponese del 1986 diretto da Masami Hata, basato sul famoso videogioco Nintendo per NES Super Mario Bros..
È il primo film basato su un videogioco a essere mai stato prodotto nella storia del cinema, primato detenuto insieme al film d'animazione Running Boy: Star Soldier no himitsu, uscito nelle sale giapponesi lo stesso giorno.
L'anime è stato distribuito solo in Giappone al cinema e in VHS rimanendo ancora oggi inedito nel resto del mondo.
Super Mario otterrà poi altri due lungometraggi cinematografici nel 1993 con il film live-action Super Mario Bros. e nel 2023 con il film animato Super Mario Bros. - Il film.

## Trama
Nonostante la tarda ora, Mario sta giocando al Famicom, quando la sua partita viene interrotta bruscamente e sullo schermo compare una fanciulla inseguita da strane creature. D'improvviso, la ragazza e i mostri escono dalla televisione, tra cui dei missili senzienti, che con le loro esplosioni fanno sparire tutti gli intrusi meno la fanciulla, che si presenta come la Principessa Peach. La Principessa, di cui Mario si innamora, sembra conoscerlo per nome nonostante questo sia il loro primo incontro, ma prima che Peach possa spiegargli tutto, dalla TV appare il capo dei mostri: lo spaventoso e gigantesco re Bowser. Sbarazzatosi facilmente di Mario, Bowser agguanta Peach e svanisce nel televisore. Tutto il fracasso sveglia Luigi, il fratello di Mario, che però non crede alla sua versione dei fatti e torna a letto. Ancora stupito dalla vicenda, Mario trova per terra il cristallo che portava al collo Peach.
Il giorno dopo, presso il loro negozio, Mario è ancora troppo preso dagli avvenimenti della scorsa notte e continua a fissare il ciondolo. La preziosa pietra, attira l'avida attenzione di Luigi, che riconosce in essa il mitologico gioiello dei Toadstool, che si dica provenire dal Regno dei Funghi, una terra magica piena zeppa di ricchezze, ma che nessuno sa come raggiungerla. Proprio allora, nel negozio entra uno strano cane blu che ruba il cristallo. Mario e Luigi (attrezzatosi con pala e piccone) lo inseguono dentro un tubo in mezzo al deserto, che li teletrasporta nel Regno dei Funghi, al cospetto del saggio Eremita dei Funghi.
L'Eremita spiega che da poco tempo, Bowser, il re della tribù dei Koopa, ha attaccato il Regno dei Funghi per obbligare la loro Principessa a sposarlo. Mentre i sudditi venivano trasformati, Peach era scappata per cercare gli eroi che secondo una profezia avrebbero fermato Bowser tramite il potere di tre potenziamenti: il super fungo, il fiore di fuoco e la super stella. Mario e Luigi sembrano essere i due eroi di cui parla la profezia e se vogliono avverarla devono sbrigarsi, poiché le nozze prenderanno luogo l'imminente venerdì 13. Mario accetta la missione e parte, seguito da Luigi a cui viene detto che saranno ricompensati con tutti i tesori che troveranno sulla strada. Con loro va anche il cane blu, Kibidango.
Durante una sosta per dormire, Luigi segue due Goomba in un campo di funghi che, una volta divorati, influenzano sull'umore di Luigi. Mario, sentendo le sue risate, lo trova e raccoglie i funghi per cercare di placare gli effetti, ma vengono uno ad uno ghermiti da un Paratroopa che li vuole dare in pasto ai suoi pulcini. Mario però dà a loro da mangiare i funghi e il gruppo viene risparmiato. Quando il Paratroopa si assenta, Mario nota il super fungo sopra il nido in un cristallo conficcato nella roccia. Estrattolo, sgorga fuori una cascata di monete che Luigi raccoglie. Caduti a terra, il cristallo e le monete si trasformano nei sudditi di Peach, tra cui Toad, la sua damigiana di corte. Essi ringraziano i due fratelli per averli salvati dalla maledizione di Bowser e li ricompensano con il super fungo.
Ripreso il viaggio, il trio incappa di nuovo nei due Goomba di prima, che li indirizzano verso un campo fiorito (luogo ideale per il fiore di fuoco), ma i fiori che trovano sono delle voraci Piante Piranha. Scappati alle loro fauci, le Piante Piranha finiscono con il ferirsi da sole, attirando le ire del loro giardiniere: Lakitu, un Koopa a cavallo di una nuvola. Lakitu getta ai tre dei Koopistrici, ma grazie ad un viticcio, Mario si salva dai loro aculei e raggiunge Lakitu, rubandogli la nuvola. Facendo poi nevicare, Mario iberna i Koopistrici e la nuvola di Lakitu si rivela un altro suddito di Peach maledetto, che dona agli eroi il fiore di fuoco.
Il cammino degli eroi giunge improvvisamente al termine quando i due Goomba attirano con delle monete i tre in una miniera d'oro, dove vengono rinchiusi e sorvegliati da un Martelkoopa. Sicuri di averli fermati, i Goomba tornano da Bowser ad informarlo della buona notizia. Con il venerdì 13 alle porte, Bowser fa preparare il matrimonio e, quando Peach tenta (quasi riuscendoci) di ingannarlo e scappare, Bowser le uccide le speranze dicendole che il suo caro eroe è rinchiuso e non arriveranno mai in tempo per fermarlo. Intanto, grazie ai suoi attrezzi e la sua sete di tesori, Luigi ha raccolto l'oro della miniera e scavato un tunnel dal quale lui, Mario e Kibidango escono. Il Martelkoopa li coglie sul fatto, ma lanciando i suoi martelli, provoca accidentalmente una frana che lo neutralizza. Luigi, intanto, scopre che tutto l'oro raccolto è diventato pietra e getta tutto in mare giù dalla scogliera. Purtroppo, tra i sassi, Mario scorge anche la super stella e si tuffa a recuperarla, seguito da Kibidango.
Vedendosela contro la capricciosa fauna sottomarina, Mario e Kibidango trovano la stella e si aggrappano al relitto di una nave che si scopre essere in grado di volare. Recuperato Luigi, il gruppo si dirige al Castello di Bowser, dove le nozze sono iniziate. Sul punto di dire "lo voglio", Peach vede Mario arrivare. Furibondo, Bowser ordina ai Goomba di rimediare al loro pasticcio e porta Peach e il prete nelle sue camere. Mario e Kibidango lo inseguono, ma i Goomba attivano svariate trappole del castello, tra cui piattaforme, sbarre di fuoco e un mare di lava. Luigi, continuando la sua ricerca di tesori, crea accidentalmente uno sfocio sul mare, inondando il castello e facendolo collassare.
Colmo di rabbia, Bowser si avventa su Mario, il quale divora i potenziamenti su consiglio del cane, ma sul punto di ingioiare la stella, viene distratto da uno degli sponsor del film (spezie per il riso) e, evitando un attacco di Bowser, perde la stella tra i detriti. Luigi emerge da essi con la stella e la da a Mario, un attimo prima che Bowser li schiacci entrambi. Ottenuto il potere dei potenziamenti, Mario diventa invincibile e sconfigge Bowser lanciandolo in aria.
Tutte le maledizioni spariscono: le macerie del castello tornano ad essere il palazzo di Peach e, come Mario le restituisce la collana, questa rivela che una leggenda, narra di come il suo promesso sposo porterà la stessa pietra. Mario rimane molto deluso quando scopre che il fortunato è Kibidango, che si scopre essere il Principe Haru, maledetto da Bowser; ciò nonostante, si accontenta nel vedere Peach felice e le promette di aiutarla in caso un altro malvagio minacci il suo regno. Detto ciò, Mario e Luigi fanno ritorno a casa, mentre l'Eremita dei Funghi commenta su come l'unico potenziamento che poteva servire a Mario fosse il "vero amore".
Dopo i crediti, si scopre che Mario e Luigi hanno assunto Bowser e i suoi scagnozzi come commessi al loro negozio.

## Promozione
Per promuovere il film furono realizzate schede telefoniche, orologi, contenitori per il riso, confezioni di ramen, spezie per il riso (quest'ultimi due fanno anche capolino nel film) e una colonna sonora.